# Farruko
Pour les articles homonymes, voir Reyes.
Farruko, de son vrai nom Carlos Efrén Reyes Rosado né le 2 mai 1991 à Bayamón (dans le Commonwealth de Porto Rico, aux États-Unis), est un auteur-compositeur-interprète portoricain,. Il a collaboré avec des artistes comme José Feliciano, Daddy Yankee, Wisin, Yandel, Don Omar, Sean Paul et Ky-Mani Marley.

## Biographie

### Débuts (2007–2009)
Il fait ses débuts en 2007 avec Bla, bla, bla, qui est produit par Phantom et Villa et avec lequel il réussit à se positionner dans le domaine musical. Par la suite, il sort des chansons comme El Penthouse, El paseo por el bloque avec Ñengo Flow et No me dare en 2007, Escala a mi cama avec Galante y Killatonez et Ñengo Flow, Sata es avec Galante y Killatonez et Sex out of the Planet avec Fifer en 2008, avec lequel il réussit à se consolider comme l'un des nouveaux talents du reggaeton. En 2008, il entre en conflit avec le chanteur Mac Dize, qui l'insulte dans sa chanson Somos de barrio, à laquelle Rosado répond avec la chanson Hablemos claro. Cette même année, il entre aussi en conflit avec le chanteur Eloy, sortant la chanson Tiraera para Eloy, avant d'entrer en conflit avec le rappeur Sanguinario La Pesadilla.
Il sort la chanson Chulería en pote en collaboration avec Jadiel en 2009, qui serait le premier single promotionnel de son premier album studio El talento del bloque, qui est publié le 29 juin 2010 et comporte 14 chansons dont Nena fichu, Web cam, Te iré a buscar et Su hija me gusta,.

### Consolidation musicale (2011–2014)
En 2011, il sort des chansons comme Pa romper la disco avec Daddy Yankee et Yomo, et participe à la chanson Pa romper la discoteca avec Daddy Yankee, Arcángel et De La Ghetto. En 2011, il sort d'autres chansons telles que Si tu no esta, No estan en na, 2 Amigos, Criaturas de la noche, Vuelve, Hoy qui avait un remix avec Daddy Yankee, Jory Garçon et J Alvarez. En 2012, il sort son deuxième album Cositas qué hacíamos, qui est même nommé pour le meilleur album de musique urbaine pour le Latin Grammy. Cette même année, il participe à des chansons telles que Más que un amigo, Alegras mi vida et Esto es reggaeton, entre autres. À la fin de l'année, il etre en conflit avec Kendo Kaponi avec la chanson Desenmascarando un lobo et avec Arcángel avec Prospero año nuevo. 
En 2013, il sort l'album Farruko Edition, une collaboration avec les producteurs Los De La Nazza (Musicologo & Menes). Au sein de cet album, le morceau Besas tan bien et Mi vida no va a cambiar se démarquent, entre autres. La même année, il continue de sortir des chansons telles que 6 AM avec J Balvin (sortie le 15 octobre 2013) et Passion Whine avec Sean Paul. 6 AM atteint la première place des palmarès Latin Rhythm Airplay et Tropical Songs du magazine Billboard[réf. nécessaire]. Passion Whine passe 26 semaines consécutives à la 10e place de la liste Hot Latin Songs[réf. nécessaire], et également dans le Top 20 du Monitor Latino Urban Chart en République dominicaine,. Cette même année, il sort des chansons comme Mirala, Womaniego, Donde es el party, Prendan los motores, et Yo me enamore.
En 2014, il donne un concert au Choliseo de Porto Rico pour promouvoir son album Los Menores. De cet album sort le single Lejos de aquí, qui a été placé dans le Top 20 de Monitor Latino[réf. nécessaire]. Il atteint également la 12e place des Hot Latin Songs du magazine Billboard. En 2014, il sort également le single Perreo 24 Hrs avec l'exposant Eloy, précisant qu'il n'y avait plus de rivalités entre eux. D'autres chansons sont sorties comme En la lenta, Dos mundos distintos, Boomboneo, Lo que la calle pide, et Me voy enamorando.

### Carbon Fiber Musicet autres (2015-2021)
En 2015, il lance son label Carbon Fiber Music[réf. nécessaire] dans lequel font partie des artistes tels que Lary Over, Menor Menor, Milly et auparavant Sixto Rein. Son album Visionary sort en octobre 2015 avec un répertoire de nouvelles chansons, dont Sunset, auquel participent les chanteurs Nicky Jam et Shaggy, en plus d'autres singles tels que Obsesionado, et Chillax avec Ky-Mani Marley. qui a atteint la première place du palmarès Latin Airplay du magazine Billboard pendant deux semaines consécutives[réf. nécessaire]. Cette même année, il sort d'autres chansons telles que Donde estas, Bye Bye, Jodedor, Te sirvo de abrigo, et Anda lucía.
En 2016, il donne un deuxième concert au Choliseo de Porto Rico, organisé par Raphy Pina, dans lequel il a fait une tournée de ses premières chansons aux plus récentes pour l'époque, et a présenté des invités tels que Daddy Yankee, Yandel, Baby Rasta et Gringo, De la Ghetto, Bryant Myers, Zion et Lennox, J Balvin, Nicky Jam, Arcángel, Tempo, Bad Bunny, Ñengo Flow, Ky-Mani Marley entre autres,. Participation au remix de Ginza aux côtés de J Balvin et sur le troisième album studio de Zion y Lennox, Motivan2.
En 2017, il participe à Real G 4 Life 3 sur la chanson Que tu quiero. Cette même année, l'exposant sort la vidéo de son premier single promotionnel de l'album TrapXFicante, Don't Let Go. La vidéo officielle sort le 16 mars, et c'est une chanson trap romantique et à travers cette vidéo, Farruko envoie un message d'union et de rejet de la haine et de la discrimination que vivent les immigrés aux États-Unis. Krippy Kush, produit par Rvssian, compte plus de 600 millions de vues sur YouTube[réf. nécessaire] et atteint la 5e place sur le Hot Latin Songs ; en 2018, il est certifié 16 fois disque de platine par la RIAA[réf. nécessaire]. Quelques mois plus tard, le remix avec Nicki Minaj et 21 Savage sort, et se classe 4e sur la liste Latin Digital Songs[réf. nécessaire] ; la vidéo officielle sort le 22 décembre, mais cette fois 21 Savage est remplacé par Travis Scott, à qui Farruko a donné les raisons : « Nous n'avons pas sorti 21 Savage, nous voulions simplement donner au public une autre surprise car beaucoup d'Américains ont adoré la chanson et quelques personnes l'ont écoutée. En ce moment, il y a un remix avec Pitbull, un avec le français et celui-ci de la vidéo avec Travis qu'il aimait et le label a pensé que c'était une bonne idée de sortir la vidéo avec quelqu'un de différent. »
Le 18 avril 2018, l'album TrapXFicante est certifié disque de platine par la RIAA[réf. nécessaire]. Au cours de cette année, il participe au premier concert de son partenaire Ñengo Flow au Coliseo José Miguel Agrelot, à Porto Rico. Fin mai de la même année, le premier single de l'album Gangalee, Inolvidable, sort. En août, le single Coolant sort, et est remixé avec Don Omar[réf. nécessaire]. La version originale de Coolant n'est pas incluse sur l'album Gangalee. Le 5 octobre, le remix de la chanson Calma avec Pedro Capó, sort et devient un succès qui vaut aux deux interprètes d'atteindre la tête de nombreux classements sud-américain et une 71e place au Billboard Hot 100[réf. nécessaire].
En 2019, un autre remix de la chanson Calma sort, avec Pedro Capó et l'Américaine Alicia Keys. Le 21 mars, le producteur et disc-jockey Alan Walker sort un single avec Farruko et la chanteuse américaine Sabrina Carpenter intitulé On My Way. Le 19 avril, la chanson Ramayama du genre reggae sort, mettant en vedette la voix de Farruko avec Don Omar, dans laquelle les deux apportent leur soutien à l'usage du cannabis[réf. nécessaire]. Enfin, l'album Gangalee qui sort le 26 avril 2019 et comprend des genres tels que le dancehall et le reggae[réf. nécessaire]. L'album comprend également la chanson Ponle, avec J Balvin et produit par Rvssian, qui était déjà sorti en tant que troisième single de l'album, et des chansons comme La Cartera avec Bad Bunny, et Delinquent avec Anuel AA et Kendo Kaponi. Tandis que Rauw Alejandro collaborait avec Farruko sur son album Fantasias, et Nadie (Remix)" en collaboration avec Lunay, Ozuna et Sech, produit par Sharo Towers. En 2020, il sort des singles à succès tels que Que se joda, Arriba, Ella entendio, Sunroof, et La toxica, entre autres. Ce dernier ferait partie de son prochain album.

### La 167(depuis 2021)
En 2021, il sort son tube Pepas, une chanson qui mêle reggaeton au tribal guarachero. Le 1er octobre de la même année, Farruko sort La 167, son huitième album studio, et avec 25 chansons, également avec des collaborations avec Jay Wheeler, Ñengo Flow, Pedro Capó, Yomo, Myke Towers et entre autres, l'album comprend des succès comme Pepas, El Incomprendido et La tóxica.
Après avoir annoncé sa conversion au christianisme, il publie en avril 2022 le clip vidéo de la chanson My Lova de son album La 167. En mai, il sort Nazareno, son premier single officiellement en tant qu'interprète de musique chrétienne,, et en octobre, il sort un remix de cette dernière chanson, en collaboration avec Ankhal. Après avoir collaboré avec Onell Diaz sur Incompleto (2021), ils font à nouveau équipe sur Misericordia, qui sort en 2023.

## Affaires judiciaires
Le 3 avril 2018, Farruko est arrêté à Porto Rico, accusé d'avoir caché 52 000 dollars non déclarés dans des chaussures et des bagages à son retour de la République dominicaine pour laquelle il devait avoir trois ans de probation.

## Tournées
- 2010–2011 : El Talento del Bloque Tour
- 2012 : TMPR Tour
- 2013 : El Imperio Nazza Farruko Edition Tour
- 2015 : Los Menores Tour Bus
- 2016 : Visionary World Tour
- 2017 : TrapXFicante Tour
- 2019 : Gangalee Tour

## Discographie

### Albums studio
- 2010 : El talento del bloque
- 2012 : The Most Powerful Rookie
- 2013 : El Imperio nazza
- 2014 : Farruko Presenta: Los Menores
- 2015 : Visionary
- 2017 : TrapXficante
- 2019 : Gangalee
- 2019 : En Letra De Otro
- 2021 : La 167[35]

### Albums spéciaux
- 2013 : Imperio Nazza: Farruko Edition
- 2019 : En letra de otro

### Collaborations
- 2014 : 6 AM de J Balvin feat. Farruko
- 2015 : G-Love de Booba feat. Farruko
- 2016 : Diles de Bad Bunny feat. Ozuna, Farruko, Arcangel & Ñengo Flow
- 2016 : Alerta Roja de Daddy Yankee feat. Zion, Nicky Jam, Arcángel & De la Ghetto, Kafu Banton, Plan B, J Balvin, Farruko, Cosculluela, El Micha, Brytiago, Alexio "La Bestia", Mozart "La Para", Secreto "El Biberón" y Gente De Zona
- 2018 : Calma (Remix) de Pedro Capó feat. Farruko
- 2019 : Si Se Da Remix de Myke Towers feat. Farruko, Arcangel, Sech & Zion
- 2019 : On My Way de Alan Walker feat. Sabrina Carpenter & Farruko
- 2023 : Esta Vida de Marshmello feat. Farruko
- 2025 : Ven Ven, de Jeon, feat. Fariana, Alex Sensation & Farruko.
- 2025 : Abatido, (Avec. Makaco “El Cerebro").